# Sumitomo Rubber Industries
Sumitomo Rubber Industries, Ltd. (住友ゴム工業株式会社 Sumitomo Gomu Kōgyo Kabushiki-gaisha) er en japansk producent af dæk og gummiprodukter. Det er en del af Sumitomo og har hovedkvarter i Kobe. Produkterne inkluderer golfbolde og tennisbolde samt dæk af mærkerne Dunlop (i bestemte regioner), Falken og Ohtsu.